# Panthère de Chine du Nord
Panthera pardus japonensis
Ne doit pas être confondu avec Panthère de Chine.
Sous-espèce
Statut de conservation UICN

EN : En danger
La panthère de Chine du Nord (Panthera pardus japonensis), est une des sous-espèces du léopard vivant dans le nord de la Chine. Ce léopard est tellement rare qu'il n'a presque jamais été vu dans la nature. Il vit dans les forêts et les prairies de montagne. Comme tous les léopards, il se nourrit principalement de rongeurs, de cerfs, de chèvres sauvages et de cochons sauvages

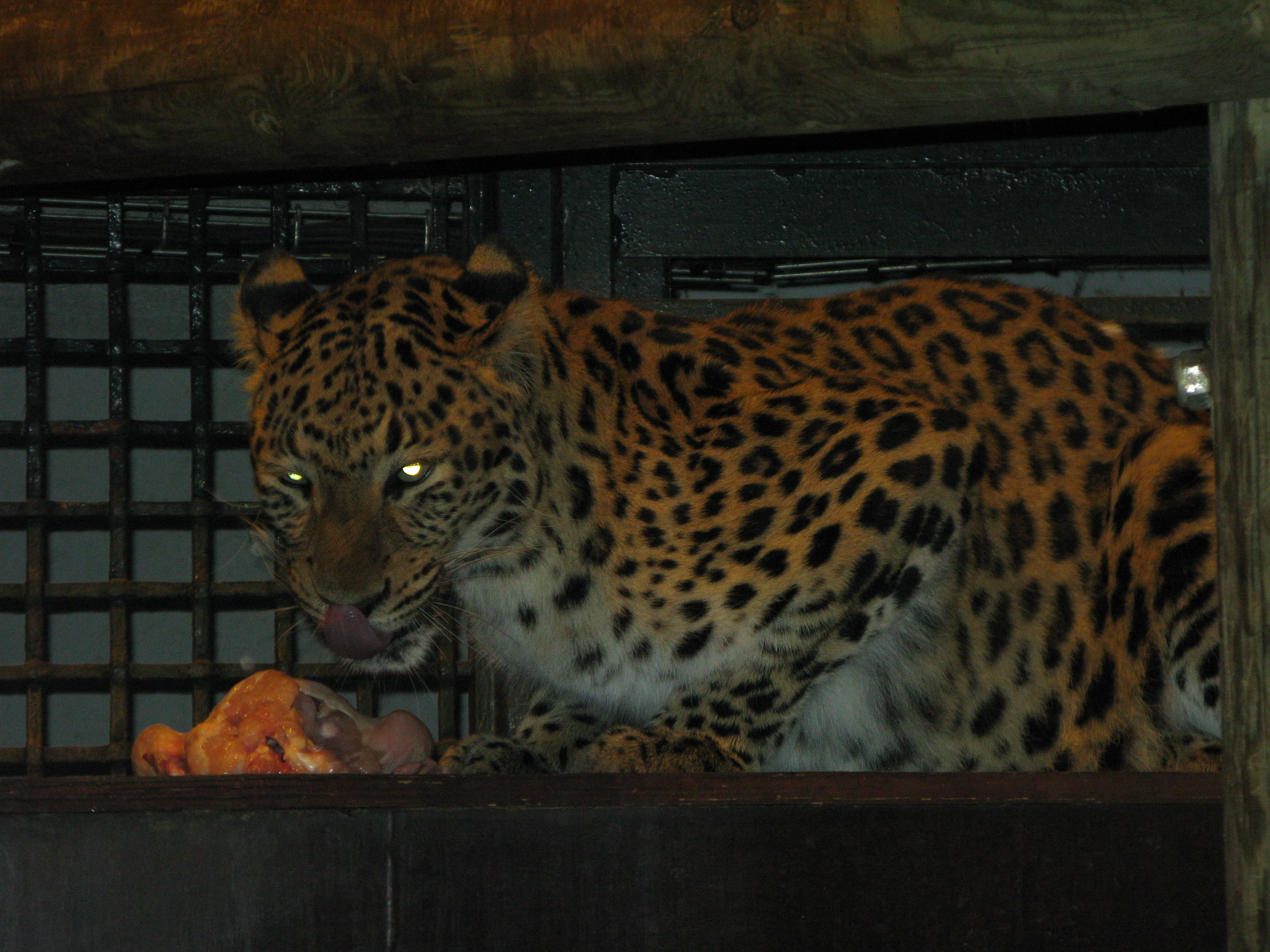
Panthère de Chine du Nord en train de manger.

Afin d'assurer la pérennité de la population captive, le Léopard de Chine du Nord est l'objet d'un programme d'élevage européen en captivité (EEP) coordonné par le Tierpark Hagenbeck.

## Descriptions

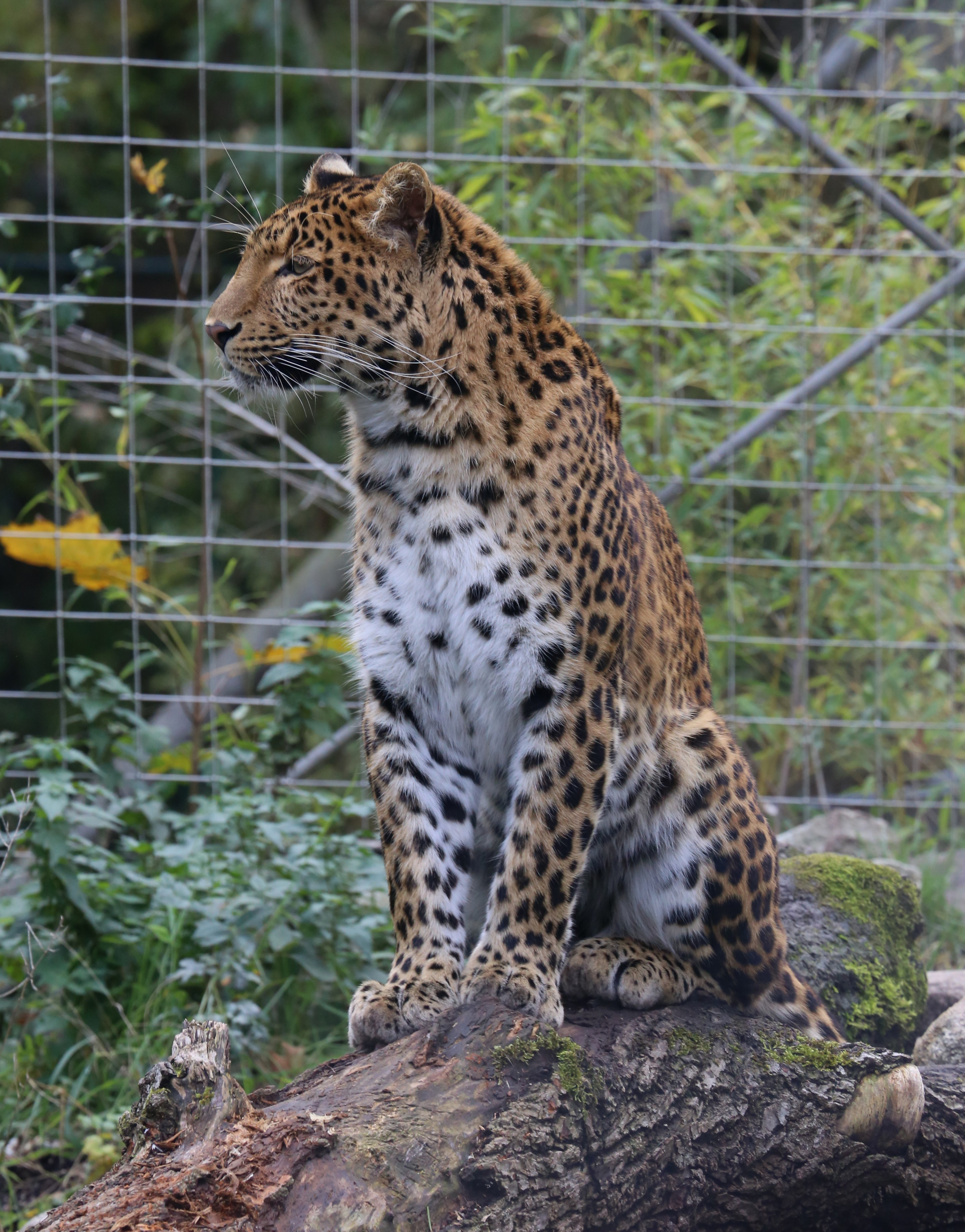
Panthère de Chine du Nord

La panthère de Chine du Nord a une durée de vie pouvant aller jusqu'à 27 ans. La panthère mâle mesure environ 1.75m de long (avec sa queue qui mesure environ 1m), 70cm au garrot et pèse environ 70kg maximum. La femelle quant à elle est plus petite et mesure 1.50m, 60cm au garrot et pèse environ 40kg. Sa vitesse peut atteindre les 55km/h.
La panthère de Chine du Nord est solitaire et chasse la nuit, aussi bien dans les arbres qu'au sol. Elle est très agile dans les arbres où elle s'établit souvent pour échapper aux autres prédateurs. Le territoire d'un mâle peut recouvrir celui de plusieurs femelles. 
Elle est carnivore et a tendance à hisser ses proies dans les arbres pour les consommer. 
Quand la femelle met bas après environ 96 jours elle peut donner naissance de 2 à 4 petits qu'elle transporte dans sa gueule. Et c'est vers leurs 3 mois qu'ils commenceront à chasser.
La panthère de Chine du Nord se distingue des autres panthères par son pelage orange plus foncé que les autres et les rosettes qui peuvent parfois inclure un point comme chez les jaguars. 

## Milieu de vie
Comme son nom l'indique, elle se trouve dans les forêts et prairies au nord de la Chine. C'est l'une des panthères les plus massives, pouvant supporter des températures descendant jusqu'à -30 °C. 

## Population
Il resterait environ 2 500 panthères de Chine du Nord dans la nature mais la fragmentation du territoire isole les différentes populations. Elle fait l'objet d'un programme d'élevage en parcs zoologiques où sa population atteint une centaine d'individu. Parmi ces parcs zoologiques, on compte en France La Ménagerie mais aussi le parc zoologique de Thoiry qui a vu naître en 2018 deux petites panthères de Chine. 